# Satserup
Satserup är en småort i Äspinge socken i Hörby kommun. 
I Satserup finns det två nedlagda skolor en av dem fungerar numera som en samlingsbyggnad den andra som bostad.